# فوکر دی.۳
فوکر دی.۳ (انگلیسی: Fokker D.III) یک هواپیمای ساخت فوکر است .  